# Heinz (strip)
Heinz is een ballon-gagstrip van René Windig en Eddie de Jong, over een ietwat humeurige kater met dezelfde naam.
De strip verscheen vanaf januari 1987, aanvankelijk stonden de verhaaltjes nog alleen in lokale Nederlandse kranten. Windig en De Jong tekenden de strip in zwart-wit, totdat ze voorlopig stopten in mei 2000. Daarna maakten ze de strip nog enige tijd opnieuw, van 2004 tot en met 2006.
Het hoofdpersonage Heinz is vernoemd naar de huiskat die Windig zelf had op het moment dat hij met het maken van de strip begon. Deze kat was weer vernoemd naar Heinz Stuy, oud-keeper van onder andere Ajax.

## Geschiedenis

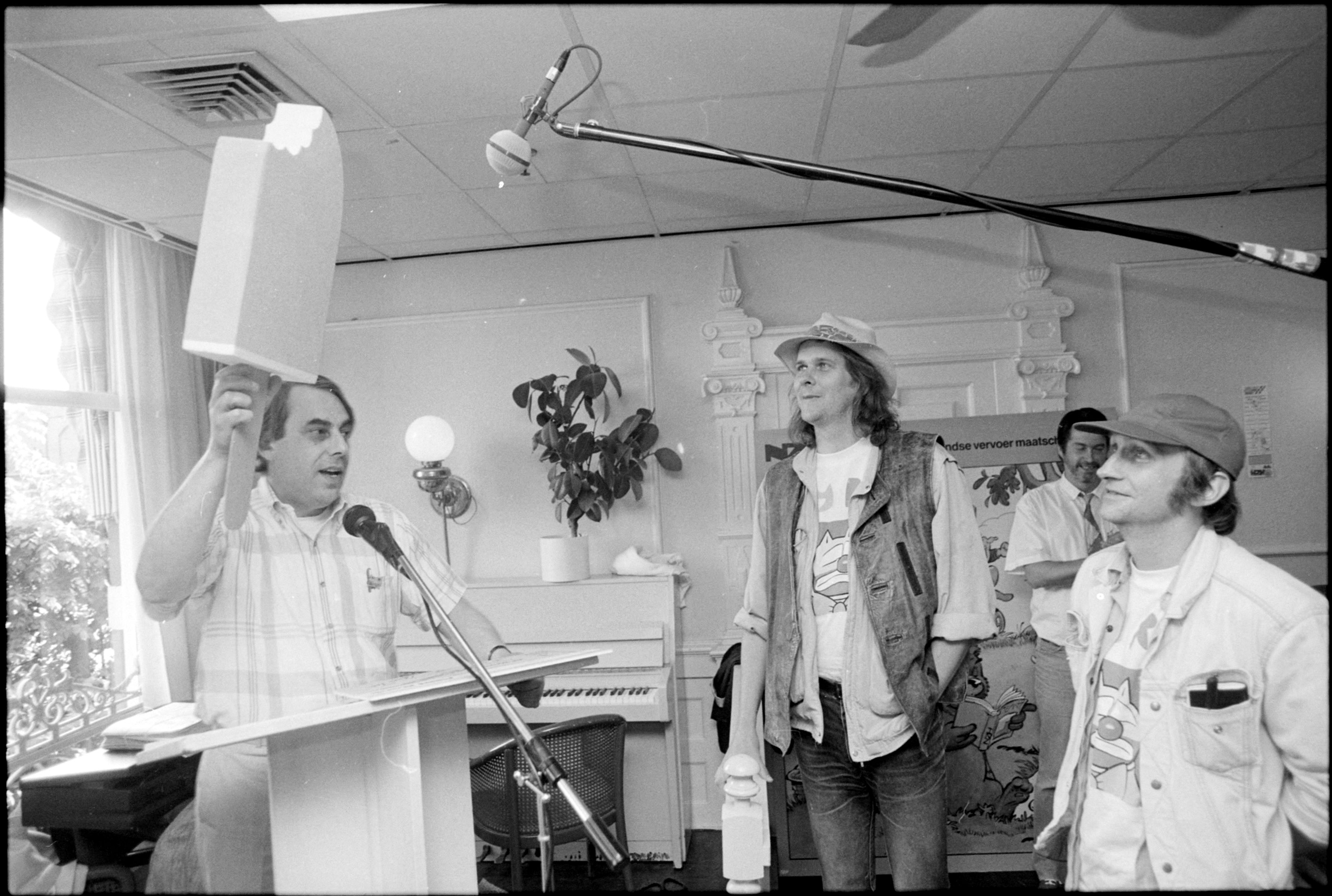
Windig en De Jong krijgen (door André Testa) de Stripschapprijs uitgereikt, mei 1992

De strip is feitelijk begonnen als spin-off van een andere strip. Op 2 januari 1987 verscheen het allereerste verhaaltje met de kat Heinz in de hoofdrol op de kinderpagina "Goochem" van Het Parool, als vervanger van Liefde en Geluk (een strip van Gerrit de Jager). Eerder was Heinz al wel verschenen als bijfiguur in een andere strip van Windig en De Jong, Rockin' Belly. Heinz had op dat moment echter nog niet zijn huidige naam, de nieuwe strip heette De kat van Belly.
De stripverhaaltjes rond de kat Heinz werden hierna al snel steeds populairder. Vanaf 1988 verscheen de strip ook in de Belgische kranten Het Volk en De Nieuwe Gids. In 1992 stond Heinz enige tijd in de Zweedse krant Dagens Nyhheter
De strip telde eerst standaard steeds vier plaatjes per strookje, later meestal drie. Ook het uiterlijk van Heinz is gaandeweg iets aangepast; zo had hij gedurende de eerste paar jaar nog twee vrij opvallende hoektanden, die later zijn verdwenen.
In 1991 besloten Windig en De Jong voor het eerst om tijdelijk te stoppen met Heinz, waarna ze de strip in januari 1993 weer hervatten. Inmiddels verscheen Heinz ook in Zweden.
In 1999 zette een groot aantal kranten de publicatie van de strip stop, toen bleek dat de auteurs al enige weken oude afleveringen hadden ingeleverd zonder dit te melden. Dit is ook wel bekend geworden als de "OHS-affaire" (Oude Heinzstroken-affaire). Hierop besloot het duo een jaar later helemaal te stoppen. 
Na een rustperiode begonnen ze te werken aan wat een avondvullende film moest worden. Dit project werd echter niet voltooid. Het storyboard dat eigenlijk voor de film was bedoeld verscheen in 2004 wel in stripvorm in Het Parool, waarna er ook weer nieuwe stroken van Heinz verschenen. Deze keer was de strip in kleur en ook de tekenstijl was licht aangepast.
In 2007 verscheen de strip in Franse vertaling en met kleuren in het blad Picsou, dat behalve in Frankrijk ook in België, Zwitserland en Canada wordt uitgegeven.
In 2011 stond Heinz met oude, maar wel opnieuw ingekleurde, stroken in het dagblad Metro.
Windig en De Jong wonnen in 1991 de prestigieuze Stripschapprijs.

## Verhaallijnen
Een deel van de stripjes speelt zich af in Heinz' eigen buurt. Wanneer Heinz thuis is, doet hij bijvoorbeeld aan golfen. In de andere verhaaltjes reist hij de hele wereld af, waarbij de meest merkwaardige figuren zijn pad kruisen. Hij belandt in verre landen, op de bodem van de oceaan, in de ruimte of op een exoplaneet. Heinz is af en toe aan boord van een schip.
Dankzij een door de aap uitgevonden tijdmachine reist Heinz soms ook naar het verleden, waar hij onder meer de filosoof Diogenes tegenkomt. Ook op andere manieren zijn er soms knipogen naar het verleden; zo vertelt "Oom Wim" een keer over een veldslag van Michiel de Ruyter.
Er zijn geregeld grappige toespelingen op echt bestaande commerciële producten, die echter nooit de vorm van reclame hebben. Ook bevat de strip allerlei soorten taalgrappen waarbij bijvoorbeeld bekende beeldspraak letterlijk wordt uitgebeeld, of alledaagse termen en benamingen een nieuwe, vaak meer letterlijke betekenis krijgen
Verder wordt er geregeld op een ludieke manier verwezen naar bekende romans, andere strips en (teken-)films, bijvoorbeeld Tom Poes, Jan, Jans en de kinderen en De Smurfen. Personages van Walt Disney of verwijzingen hiernaar komen ook hier en daar in de strip terug. Het verwijzen gebeurt voornamelijk in de vorm van personages die Heinz tijdens zijn omzwervingen tegenkomt. Het bekende verhaal van dr. Jekyll en mr. Hyde (oorspronkelijk van Robert Louis Stevenson) is verwerkt in een van de albumtitels. Robinson Crusoe, de bekendste roman van Daniel Defoe, is ook verwerkt in de strip, evenals Pinokkio.
De actualiteit van dat moment speelt in de strip nauwelijks een rol (anders dan bij sommige andere krantenstrips). Wel is een van de running gags een man die rond elke jaarwisseling in het café naast Heinz zit en dan ontevreden terugblikt op wat er in het afgelopen jaar allemaal is gebeurd. Anderzijds wordt er wel heel geregeld verwezen naar bekende sportevenementen, voornamelijk het voetbal, een enkele keer naar individuele wedstrijden, of naar het wielrennen..

### Overige personages
In de strip komen veel nevenpersonages voor, die vaak maar een korte rol hebben. De belangrijkste twee nevenpersonages zijn de schildpad Jodocus en een andere kat genaamd Frits, tevens Heinz' beste vriend. De volgende personages komen 
heel geregeld terug, of hebben een rol in een wat groter aantal aaneengesloten verhaaltjes: 
- Augustus, een inboorling met wie Heinz in het album Heinz Gold voor het eerst in aanraking komt nadat hij eerst schipbreuk heeft geleden en op een onbewoond eiland is aangespoeld.[noot 4]
- Boer Theun, zijn vrouw Mien en hun zoontje Bartje[noot 5]
- Dokter Vogel
- Ed Emmer
- Evert het zwijn
- Een half Duits sprekend varken dat ook Heinz heet
- Franse scheepskok
- Jan en Jaap, die samen het eiland Janjapië bewonen
- Kabouter Tjebbe
- Kapitein Boesterink
- Kapitein Iglo
- Kapitein Smurf[noot 6]
- De lichtmatroos Djurre en zijn neef Padde
- Oom Wim[noot 7]
- Robin Hoed
- Uitvinder Aap

In Heinz Parade verschijnt Heinz' baasje Belly – uit de eerdere strip van Windig en De Jong – weer in beeld.
In de strip komen bovendien enkele vaste "raamverhaalpersonages" voor, zoals de wezentjes Grim, Gram, Grom en Grum.

## Albums
1. Heinz (1988)
2. Heinz Ahoy! (1988)
3. Beau Heinz (1989)
4. Te Gek Heinz (1989)
5. Dr. Jekyll and Mr. Heinz (1989)
6. Het is Heinz (1990)
7. Heinz Parade (1990)
8. Circus Heinz (1992)
9. Sex (1992)
10. Groente & Fruit (1993)
11. Puppy Love (1993)
12. Goeie Bak (1994)
13. Jazz (1994)
14. Hij Wel (1995)
15. Heinz Gold (1995)
16. De Katten Hebben Ogen (1996)
17. Heinz, Heinz en de Kinderen (1997)
18. Da Draußen Läuft ein Schaf (1998)
19. Langs Plag en Knotwilg (1998)
20. Proost, Heinz! (1999)
21. Smurfeiland (1999)
22. Marsmannetjes op de Maan (2000)
23. Braveu Heinz (2001)
24. Sokko moet naar Krokko (2006)

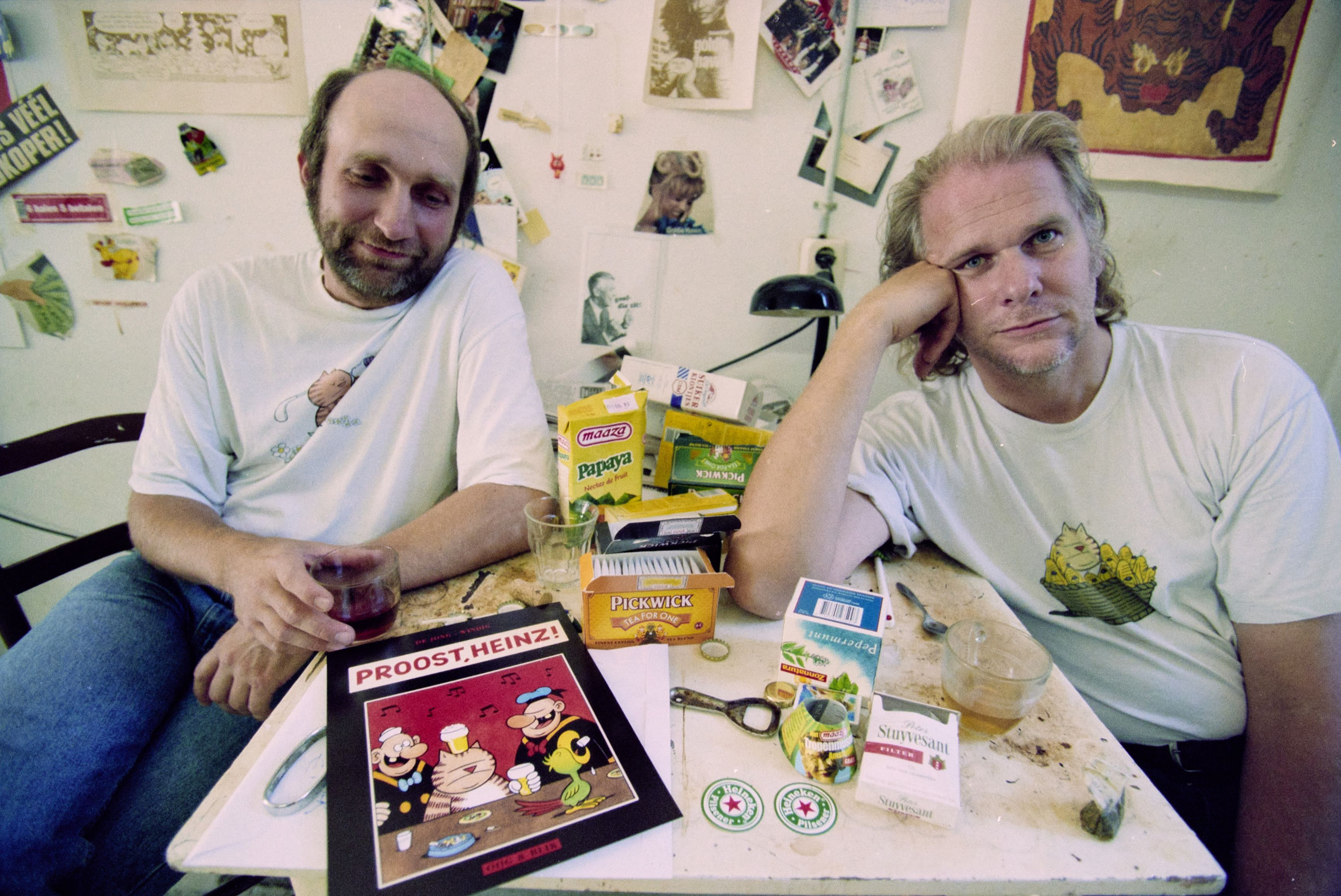
Windig en De Jong in 1999, met op de voorgrond het op dat moment nieuw uitgekomen Heinz-album

Deel 1 t/m 10 werden in eerste instantie in oblongformaat uitgebracht. Later zijn er herdrukken in regulier formaat uitgegeven.
De Stomme Wereld van Heinz (Jubileumboek, 1993), Niet Zeuren Heinz (Mijmeruitgave, 2000), Heinz Pocket (2003).
1. Heinz van H tot Z (2009 e.v.; zie onder)
2. Heinz, de graphic novel (verschenen in april 2011)

De themaboekjes Niks mis met golfen (2011), Niks mis met kinderen (2011), Niks mis met koken (2012), Niks mis met klussen (2012), Niks mis met voetbal (2012), Niks mis met de koning (2013), Niks mis met vakantie (2013), Niks mis met drinken (2013), Niks mis met de sint (2013).

### Heinz van H tot Z
In 2009 is begonnen de hele serie, aangevuld met niet eerder in album verschenen stroken, in een verzameld werk in vijf delen uit te brengen. De stripstroken werden voor deze uitgave ingekleurd en uitgebreid voorzien van uitleg van de vele verwijzingen. Ook de wisselwerking tussen het privéleven van de schrijver en de strip wordt belicht.
De vijf delen zijn achtereenvolgens aangeduid met de letters van de naam Heinz: deel 'H' is uitgebracht op 13 november 2009, deel 'E' op 26 november 2010, deel 'I' op 20 november 2012, deel 'N' op 25 mei 2016, deel 'Z' in mei 2018.

## Verfilming
Omstreeks 2002 was filmstudio Zig Zag Film al met de productie van een eerdere versie van de Heinz-tekenfilm begonnen, maar de samenwerking met Windig en De Jong liep stuk. Toch kwam er in 2015 opnieuw financiering voor het uitwerken van de film. Het scenario was deze keer van Piet Kroon. In september 2017 werd bekend dat er een animatiefilm Heinz: The Movie zou uitkomen. De stem van Heinz werd ingesproken door Ruben van der Meer. De film werd mede geproduceerd door Burny Bos. Ook Windig en De Jong zelf waren bij de film betrokken. De film ging in oktober 2018 in première in theater Het Ketelhuis en draaide vanaf 18 april 2019 in de bioscoop.

## Varia
- Tijdens een interview in 2000 omschreef Windig Heinz zelf als "Homerus en Simon Carmiggelt tegelijk".[1]
- In een van de stripjes komt het neologisme schufter (vermoedelijk een samentrekking van schurk of schoft en hufter) voor.[15]